# Na Przełaj
Na Przełaj (w ówcześnie obowiązującej pisowni Na przełaj) – harcerskie czasopismo młodzieżowe ukazujące się najpierw w 20-leciu międzywojennym, później od lat 60. do połowy lat 90. XX wieku.
Redakcja czasopisma mieściła się w budynku Głównej Kwatery ZHP przy ul. Konopnickiej 6 w Warszawie.

## Opis
„Na Przełaj” było czasopismem współredagowanym przez czytelników, którzy mogli prezentować w nim swą twórczość poetycką (rubryka KMA – Klub Młodych Autorów), reporterską i fotoreporterską (KMF – Klub Młodych Fotoreporterów). Czytelnicy, których twórczość została opublikowana, stawali się członkami klubu. Tygodnik organizował bądź współorganizował festiwale piosenki i kultury alternatywnej oraz imprezy skierowane do miłośników twórczości poszczególnych autorów (Stachuriada).
W czasie, gdy zespołem redakcyjnym kierował Wojciech Pielecki (1978–1982), a następnie Jan Witkowicz (1982–1986), z „Na przełaj” związali się m.in. dziennikarze i reporterzy: Hanna Budzisz, Ewa Charkiewicz, Krzysztof Hipsz, Ewa Konarowska, Aldona Krajewska, Eryk Mistewicz, Jerzy Owsiak, Kazimierz Pasek, Lech Pilawski, Tomasz Raczek, Halina Retkowska, Paweł Sito, Mariusz Szczygieł, Jacek Szmidt, Krzysztof Szmigiel, Dariusz Szymczycha, Sławomir Ślubowski, Wojciech Tochman, Katarzyna Żaczkiewicz, Wieńczysław Zaczek, Danuta Zdanowicz, Ewa Zielniewicz, Jacek Żakowski. W późniejszym okresie z pismem współpracowali m.in. Robert Leszczyński, Tomasz Ryłko i Marek Sierocki.
Stałe rubryki:
- notowanie Listy Przebojów Rozgłośni Harcerskiej
- Muzykorama (Krzysztof Hipsz) – wiadomości muzyczne, teksty piosenek, heavymetalowa lista przebojów, recenzje płytowe, odpowiedzi na listy czytelników Fan odpowiada, teksty i rysunki samych czytelników, adresy Fan-klubów, przedruki brytyjskiej listy przebojów, wywiady z gwiazdami, wspomnienia audycji Niecały Rock
- ogłoszenia Prosto – kącik o charakterze hyde-parku, w którym za wycięte z poprzednich numerów tzw. prostki można było wydrukować życzenia lub wyrazić własną opinię
- Szukam przyjaciela
- Giełda absurdów
- Koalang (Aldona Krajewska)
- Nasz styl (Ewa Marynowska)
- Wolę Być (Ewa Żychlińska)
- KMA (Klub Młodych Autorów, Bożena Czajka)

W 1984 na łamach pisma ukazał się manifest Wolę Być – bądźcie z nami, który stał się zaczątkiem Ruchu „Wolę być”.
Pismo przestało się ukazywać w 1992.